# Gary Lewis (musicista)
Gary Lewis, nome d'arte di Gary Harold Lee Levitch (Newark, 31 luglio 1946), è un batterista e cantante statunitense.
Figlio del noto attore comico e regista Jerry Lewis, è stato il leader del gruppo musicale Gary Lewis and the Playboys, formatosi negli anni sessanta negli Stati Uniti.

## Biografia
Nato da Jerry Lewis (1926–2017) e Patti Palmer, avrebbe dovuto chiamarsi "Cary" in quanto sua madre era una grande fan di Cary Grant, ma a causa di un errore anagrafico il suo nome divenne "Gary". Nel 1960 il giovane Gary ricevette in regalo una batteria in occasione del suo quattordicesimo compleanno. All'età di 18 anni, formò con quattro amici la band "Gary and the Playboys" (successivamente "Gary Lewis and the Playboys"). Lewis era il batterista, ma all'epoca il cantante era ancora il chitarrista Dave Walker. Quando il gruppo iniziò ad esibirsi, Gary non volle sfruttare il suo cognome importante per sfondare nel music business, preferendo celare la parentela. La prima occasione importante fu un'audizione come gruppo musicale fisso di Disneyland. La band vinse l'audizione venendo scritturata, e fu proprio durante un'esibizione a Disneyland che il gruppo venne notato dal produttore Snuff Garrett dietro segnalazione del direttore d'orchestra Lou Brown, amico della famiglia Lewis.

### Gary Lewis & the Playboys
Dopo aver assistito ad un loro concerto, Garrett consigliò di inserire anche il cognome "Lewis" nel nome della band in modo da sfruttare la celebre parentela per vendere più dischi. Garrett portò il gruppo in sala di registrazione per incidere la canzone This Diamond Ring in una sessione finanziata dalla moglie di Jerry Lewis, Patti. Volendo andare sul sicuro, Garrett scritturò degli esperti session men per effettuare delle sovraincisioni sul pezzo, inclusi gli assoli di chitarra e di tastiera, una supplementare linea di basso e percussioni aggiuntive.
I session men che parteciparono alla seduta furono: Mike Deasy e Tommy Allsup alle chitarre, Leon Russell alla tastiera, Joe Osborn al basso, e Hal Blaine alla batteria. Il cantante Ron Hicklin incise la traccia vocale base. Quindi, Garrett aggiunse la voce di Lewis per due volte, e alcuni strumenti suonati dai Playboys. Per promuovere il singolo, Garrett contattò vari disc jockey di New York, e Jerry Lewis sfruttò le sue conoscenze nell'ambiente dello show business per far apparire il gruppo del figlio al prestigioso Ed Sullivan Show. Tuttavia, Sullivan voleva che tutti gli artisti che si esibivano nel suo programma suonassero rigorosamente dal vivo. Dato che molti dei trucchi da studio di registrazione impiegati nel brano non erano riproducibili dal vivo, si raggiunse un compromesso: Lewis cantò dal vivo sopra una base pre-registrata mentre gli altri membri della band fecero solo finta di suonare i rispettivi strumenti. L'apparizione della band allo show del gennaio 1965 rese istantaneamente Gary Lewis and the Playboys delle star in America. This Diamond Ring raggiunse il primo posto nella classifica Billboard Hot 200, vendendo oltre un milione di copie, e diventando disco d'oro. Lewis venne eletto "Male Vocalist of the Year" per il 1965 dalla rivista Cash Box. Forte del riscontro ottenuto, la band fece un cammeo in una scena del film I 7 magnifici Jerry (1965), diretto da Lewis padre: è il gruppo musicale che canta la canzone This Diamond Ring stipato nel bagno di un aeroplano. Oltre ai The Lovin' Spoonful, i Gary Lewis and the Playboys furono gli unici artisti musicali degli anni sessanta i cui primi sette singoli entrarono tutti nella Top 10 della classifica di Billboard. Però, alla fine del 1965 solamente West e Lewis erano ancora in formazione nella band. Gli altri membri originali erano stati rimpiazzati velocemente da Tommy Tripplehorn (padre dell'attrice Jeanne Tripplehorn), Carl Radle, Jimmy Karstein, Randy Ruff, Pete Vrains, Bob Simpson, Adolph Zeugner, Les John, Wayne Bruno, e Dave Gonzalez. Nel gennaio 1967 Lewis fu arruolato nell'esercito statunitense, e mandato in Vietnam. Quando venne congedato nel 1968, il momento d'oro del gruppo era ormai passato e il successo iniziò a scemare. Lewis continuò a portare in giro per gli Stati Uniti il gruppo in vari tour del Paese, partecipando anche a molte edizioni del programma Labor Day Telethon presentate dal padre.
Nonostante il grande successo riscosso dal gruppo in patria, fuori dagli Stati Uniti Gary Lewis & the Playboys non ebbero mai alcuna notorietà di rilievo. Nel 1970 il gruppo si sciolse.

### Periodo successivo
Nel 1971, Lewis si prese un periodo di pausa dalle scene, aprì un negozio di dischi nella San Fernando Valley ed iniziò anche a dare lezioni di batteria. Un tentativo nel 1974 di creare una nuova band chiamata "Medecine", insieme a Billy Cowsill dei The Cowsills, non ebbe alcun successo. Gary ricominciò a fare concerti negli anni ottanta, portando in giro per gli Stati Uniti varie incarnazioni dei Playboys, senza nessun membro originale in formazione.
Nell'estate del 2013, Lewis, insieme a un gruppo di musicisti degli anni sessanta che includeva anche Gary Puckett (Gary Puckett & the Union Gap), Chuck Negron (ex membro dei Three Dog Night), Mark Lindsay (ex cantante dei Paul Revere & the Raiders), e The Turtles con Flo & Eddie, suonarono in 47 città statunitensi nel corso del tour denominato "Happy Together".

## Discografia

### Solista
- 1967 - Listen
- 1969 - I'm On the Road Now

### Gary Lewis and the Playboys
- 1965 - This Diamond Ring
- 1965 - Everybody Loves a Clown
- 1966 - Hits Again
- 1966 - Paint Me a Picture